# 김지성 (1995년)
김지성(1995년 8월 10일 ~ )은 대한민국의 전직 스타크래프트 II 프로게이머이다. Sorry라는 아이디를 사용하며, 종족은 테란이다.
2011년 하반기 드래프트에서 SK텔레콤 T1의 2차 지명으로 입단하였다.
2013년 WCS SEASON3 챌린저리그에서 48R에서 강동현을 2:1로 제압하지만 32R에서 이병렬 0-2으로 패배했다.
그는 이후 주요 대회에 참가하지 않았다.
2014년 4월 10일 로스터에서 제외당하고 팀을 탈퇴했지만 다시 SK텔레콤 T1에 합류하여 활동 중이다.
2014년 8월 11일 KeSPA Cup 예선에서 양준식, 김한별, 서태희, 현성민을 꺾으며 예선을 뚫고 KeSPA Cup 본선에 합류했다.
2016년 10월 SK텔레콤 T1의 스타크래프트 II 종목 팀 해체로 무소속 신분이 되자 은퇴하였다.

## 수상 경력
- 2013년 9월 2013 WCS 코리아 시즌 3 챌린저리그 32강
- 2014년 9월 2014 KeSPA컵 16강
- 2015년 4월 2015 스베누 글로벌 스타크래프트 II 리그 시즌 2 코드 S 32강
- 2015년 7월 2015 핫식스 글로벌 스타크래프트 II 리그 시즌 3 코드 A 48강
- 2015년 12월 2016 핫식스 글로벌 스타크래프트 II 리그 프리시즌 1주차 8강
- 2016년 1월 2016 핫식스 글로벌 스타크래프트 II 리그 시즌 1 코드 A 60강
- 2016년 6월 2016 핫식스 글로벌 스타크래프트 II 리그 시즌 2 코드 A 48강